# Roche-Bois Bolton City YC
Der Roche-Bois Bolton City Youth Club, auch bekannt als Bolton City Youth Club oder Roche-Bois Bolton City, ist ein mauritischer Fußballverein aus der Stadt Port Louis. Aktuell spielt der Verein in der zweiten Liga.

## Geschichte
Der Verein wurde 1978 als Bolton City Youth Club gegründet. 2018 gewann der Verein den Mauritian Republic Cup. Das Finale gegen Petite Rivière Noire FC gewann mam mit 2:1. Ein Jahr später stand man im Endspiel des Mauritian Cup. Hier besiegte man den AS Vacoas-Phoenix mit 2:0. Die Saison 2019/20 trat man im CAF Confederation Cup an. In der Vorrunde konnte man sich gegen Jwaneng Galaxy FC aus Botswana durchsetzen. In der ersten Runde schied man jedoch gegen den Zanaco FC aus.

## Stadion
Seine Heimspiele trägt der Verein im Stade George V in Port Louis aus. Das Stadion hat ein Fassungsvermögen von 6200 Personen.

## Erfolge
- Mauritian Cup: 2019
- Mauritian Republic Cup: 2017/18

## Statistik in den CAF Wettbewerben
| Jahr    | Wettbewerb            | Runde       |
| ------- | --------------------- | ----------- |
| 2019/20 | CAF Confederation Cup | Erste Runde |